# Episodi di Parenthood (quinta stagione)
La quinta stagione della serie televisiva Parenthood, composta da 22 episodi, è stata trasmessa in prima visione assoluta negli Stati Uniti d'America da NBC dal 26 settembre 2013 al 17 aprile 2014.
In Italia, la stagione è stata trasmessa in prima visione da Mya, canale pay della piattaforma Mediaset Premium, dal 17 febbraio al 14 settembre 2014.
A causa di uno sciopero dei doppiatori, gli ultimi quattro episodi sono stati originariamente trasmessi in lingua originale con sottotitoli in italiano dal 16 giugno al 7 luglio 2014, per poi essere ritrasmessi doppiati il 14 settembre 2014 in una mini-maratona dalle 16.00. In chiaro, è stata trasmessa dal 10 novembre al 9 dicembre 2015 da La5.
| nº | Titolo originale               | Titolo italiano            | Prima TV USA      | Prima TV Italia   |
| -- | ------------------------------ | -------------------------- | ----------------- | ----------------- |
| 1  | It Has to Be Now               | Deve succedere proprio ora | 26 settembre 2013 | 17 febbraio 2014  |
| 2  | All Aboard Who's Coming Aboard | Tutti a bordo              | 3 ottobre 2013    | 24 febbraio 2014  |
| 3  | Nipple Confusion               | Sostieni chi ami           | 10 ottobre 2013   | 3 marzo 2014      |
| 4  | In Dreams Begin Responsibility | Sogni e responsabilità     | 17 ottobre 2013   | 10 marzo 2014     |
| 5  | Let's Be Mad Together          | Arrabbiamoci insieme       | 24 ottobre 2013   | 17 marzo 2014     |
| 6  | The M Word                     | L'importanza delle parole  | 31 ottobre 2013   | 24 marzo 2014     |
| 7  | Speaking of Baggage            | Un viaggio per mamma       | 7 novembre 2013   | 31 marzo 2014     |
| 8  | The Ring                       | L'anello                   | 14 novembre 2013  | 7 aprile 2014     |
| 9  | Election Day                   | Il giorno delle elezioni   | 21 novembre 2013  | 14 aprile 2014    |
| 10 | All That's Left is the Hugging | Mancano solo gli abbracci  | 12 dicembre 2013  | 21 aprile 2014    |
| 11 | Promises                       | Promesse                   | 2 gennaio 2014    | 28 aprile 2014    |
| 12 | Stay a Little Longer           | Resta ancora un po'        | 9 gennaio 2014    | 5 maggio 2014     |
| 13 | Jump Ball                      | 50 e 50                    | 16 gennaio 2014   | 12 maggio 2014    |
| 14 | You've Got Mold                | Decisioni importanti       | 23 gennaio 2014   | 19 maggio 2014    |
| 15 | Just Like at Home              | Come a casa                | 27 febbraio 2014  | 26 maggio 2014    |
| 16 | The Enchanting Mr. Knight      | La settimana verde         | 6 marzo 2014      | 2 giugno 2014     |
| 17 | Limbo                          | Limbo                      | 13 marzo 2014     | 9 giugno 2014     |
| 18 | The Offer                      | L'offerta                  | 20 marzo 2014     | 16 giugno 2014    |
| 19 | Fraud Alert                    | Avviso di frode            | 27 marzo 2014     | 14 settembre 2014 |
| 20 | Cold Feet                      | Una nuova scuola           | 3 aprile 2014     | 14 settembre 2014 |
| 21 | I'm Still Here                 | Sono ancora qui            | 10 aprile 2014    | 14 settembre 2014 |
| 22 | The Pontiac                    | Un premio inaspettato      | 17 aprile 2014    | 14 settembre 2014 |

## Deve succedere proprio ora
- Titolo originale: It Has to Be Now
- Diretto da: Lawrence Trilling
- Scritto da: Jason Katims

### Trama
Max, scopertosi appassionato di fotografia, inizia a frequentare Hank, ristabilitosi in città dopo esser ritornato dal Minnesota. Ciò fa insospettire Adam, il quale pensa che lui possa sfruttare il ragazzo per riavvicinarsi con Sarah. Nel frattempo, Kristina riceve una nuova offerta dal politico Bob Little, che la invita a guidare la sua campagna elettorale come candidato a sindaco. Poiché non si fida più di lui, tuttavia, rifiuta, decidendo però di candidarsi lei stessa. Pur sconsigliata dal marito, dopo l'esperienza vissuta con il cancro è infatti decisa a non sprecare nessuna opportunità. Joel trova una partner per il suo lavoro, Peet, mentre la moglie Julia ha difficoltà a riprendere la sua attività di avvocato. Croby e Jasmine danno alla luce la loro figlia, la quale sconvolge le loro vite quotidiane. Amber, è intanto preoccupata per Ryan, richiamato a servire in Afghanistan. Il fidanzato sta tuttavia per ritornare in patria, momento in cui le chiederà di sposarlo.
- Guest star: Matt Lauria (Ryan York), Jonathan Tucker (Bob Little), Rose Abdoo (Gwen Chambers), Josh Stamberg (Carl), Sonya Walger (Peet), Ray Romano (Hank Rizzoli).

## Tutti a bordo
- Titolo originale: All Aboard Who's Coming Aboard
- Diretto da: Lawrence Trilling
- Scritto da: David Hudgins

### Trama
Kristina inizia a prepararsi per la sua candidatura, assumendo una persona per dirigere la campagna elettorale: l'esperta Heather Hall. La donna aiuta Kristina per il suo discorso in occasione dell'annuncio della sua candidatura, obbligandola anche a confrontarsi con il marito, il quale non mostra ancora di voler supportare la sua esperienza. Nel frattempo, Amber comunica al resto della famiglia l'intenzione di sposarsi. Julia fa la conoscenza di Ed, genitore di uno dei compagni di scuola della figlia, mentre Crosby e Jasmine faticano ancora ad adattarsi alle necessità della neonata figlia Aida.
- Guest star: Matt Lauria (Ryan York), David Denman (Ed Brooks), Jurnee Smollett-Bell (Heather Hall), Ray Romano (Hank Rizzoli).

## Sostieni chi ami
- Titolo originale: Nipple Confusion
- Diretto da: Patrick Norris
- Scritto da: Sarah Watson

### Trama
Adam prova a contenere le spese della campagna elettorale della moglie, ma dovendo desistere per mostrarle supporto e convincerla che anche lui crede in lei. Sarah, la quale sta provando una nuova carriera da fotografa, convince la cognata ad affidarsi a lei per la foto da utilizzare nei manifesti. Crosby cerca di nutrire la figlia con il biberon, che ancora rifiuta, mentre Julia e Joel vengono informati dall'insegnante di Victor sulla possibilità che lui ripeta un anno scolastico. Julia, dopo essersi confrontata con Ed, si convince che potrebbe essere la miglior soluzione per il figlio, ma Joel insiste sul dare una nuova opportunità al figlio. Drew, aiutato dalla sorella e da Ryan, supera alcune problematiche sorte con il compagno di stanza al college, mentre si avvicina ad una ragazza, Natalie.
- Guest star: Matt Lauria (Ryan York), David Denman (Ed Brooks), Jurnee Smollett-Bell (Heather Hall), Lyndon Smith (Natalie), Nick Krause (Berto), Kelly Wolf (signora McKindall), Ray Romano (Hank Rizzoli).

## Sogni e responsabilità
- Titolo originale: In Dreams Begin Responsibility
- Diretto da: Patrick Norris
- Scritto da: Gina Fattore

### Trama
Kristina, necessitando di soldi per la sua campagna elettorale, si rivolge al marito affinché chieda donazioni ai propri clienti. Adam non è entusiasta dell'idea, ma alla fine riesce ad ottenere 20.000 dollari dal benestante musicista Mistah R.A.Y., dal quale viene ispirato per una nuova avventura imprenditoriale: trasformare il Luncheonette in una casa discografica. Nel frattempo, la moglie rifiuta la stessa somma di denaro da un costruttore, per evitare poi di sentirsi obbligata nei suoi confronti in caso venisse eletta. Amber decide quale luogo ospiterà il suo matrimonio, mentre la madre troverà l'occasione di confessarle i suoi timori sul fatto che lei possa ripetere gli errori fatti con suo padre. Zeek coinvolge nel suo tentativo di restaurare una vecchia macchina Victor, occasione che sarà per il piccolo anche esercizio nella lettura, nella quale ha molte difficoltà. Drew, intanto, per impressionare Natalie, prova a fingersi fan di Joni Mitchell.
- Guest star: Matt Lauria (Ryan York), Jurnee Smollett-Bell (Heather Hall), Tyson Ritter (Oliver Rome), Lyndon Smith (Natalie), Dennis White (Mistah R.A.Y.), Ian Kahn (Harry Lerner), Matthew Atkinson (Zach).

## Arrabbiamoci insieme
- Titolo originale: Let's Be Mad Together
- Diretto da: Dylan K. Massin
- Scritto da: Jessica Goldberg

### Trama
Max viene designato come fotografo dell'annuario scolastico della sua classe, ma, dopo alcuni scatti che infastidiscono i suoi compagni, gli sarà chiesto di lasciare il lavoro ad un altro alunno. La madre, convinta da Hank del suo talento, prova a parlare con il suo professore, ma sarà un tentativo vano. Sarà quindi per Max l'occasione di imparare a relazionarsi con eventi che possono sembrare "ingiusti", ma per i quali non si può fare nulla al riguardo se non accettarli. Intanto, Crosby cerca di gestire le conseguenze dettate dalla scelta del fratello, il quale, affrettando i tempi, prova a far produrre al Luncheonette un primo album con il gruppo dell'eccentrico artista Oliver Rome. Ryan ha l'occasione di confrontarsi con Sarah e i suoi dubbi nei suoi confronti, mentre Julia suggerisce al marito di provare a dettare dei limiti alla sua nuova partner, Peet. Joel, tuttavia, pur accettando inizialmente il suggerimento, chiederà alla moglie di non interferire. Julia si sfogherà poi quindi con il padre, il quale aveva continuato a respingere le richieste di Camille di valutare la possibilità di vendere l'attuale casa e trasferirsi.
- Guest star: Matt Lauria (Ryan York), Josh Stamberg (Carl), Sonya Walger (Peet), Tyson Ritter (Oliver Rome), William Duffy (signor Carlson), Alexandra Barreto (Karen Fillman), Matthew Atkinson (Zach), Ray Romano (Hank Rizzoli).

## L'importanza delle parole
- Titolo originale: The M Word
- Diretto da: James Ponsoldt
- Scritto da: Julia Brownell

### Trama
Kristina è impegnata nel prepararsi al dibattito pubblico preelettorale con gli altri candidati a sindaco. Anche se i primi sondaggi la danno sfavoritissima, non si perde d'animo e al dibattito avrà l'occasione di mostrare la sua umanità, condividendo l'esperienza personale vissuta con il figlio autistico, uscendone a sorpresa da vincitrice. Nel frattempo, Amber litiga nuovamente con la madre, la quale continua ad esprimere perplessità sul suo matrimonio con Ryan, inducendola a considerare di accelerare i tempi e sposarsi senza la presenza della famiglia. Alla fine Sarah cede, consapevole di non essere in grado di far cambiare idea alla figlia, e le due si ricongiungono. Zeek prova a considerare l'idea della moglie di trasferirsi in un appartamento in città, ma Camille si renderà presto conto che il marito non sarebbe mai felice di un cambiamento del genere. Julia ha l'occasione trascorrere del tempo con Ed e i suoi figli, intrattenendosi con lui al punto di ritrovarsi in una situazione imbarazzante.
- Guest star: Matt Lauria (Ryan York), David Denman (Ed Brooks), Jonathan Tucker (Bob Little), Jurnee Smollett-Bell (Heather Hall), Tyson Ritter (Oliver Rome), Matthew Atkinson (Zach).

## Un viaggio per mamma
- Titolo originale: Speaking of Baggage
- Diretto da: Millicent Shelton
- Scritto da: Ian Deitchman e Kristin Rusk Robinson

### Trama
Camille informa il resto della famiglia della sua decisione di partecipare ad un viaggio culturale in Italia, sorprendendo tutti quando comunica che andrà da sola e non con il marito. Julia, che ne capisce le ragioni, apprezza la sua scelta, sentendosi in una situazione simile alla sua. Sopraffatta dal senso di frustrazione nel dover essere una semplice madre casalinga, con il marito continuamente impegnato dal lavoro, trova conforto solo grazie a Ed. Nel frattempo, Max, al negozio di Hank, trova una foto di Sarah, il che darà occasione ai due ex fidanzati di reincontrarsi. Amber ha un'ottima idea per spronare gli Ashes of Rome ad ottenere un'esibizione di alto livello, mentre Ryan, percependola più lontana, decide di spendere tutti i suoi risparmi in un costoso anello di fidanzamento. Drew, intanto, entra più in intimità con Natalie.
- Guest star: Matt Lauria (Ryan York), David Denman (Ed Brooks), Tyson Ritter (Oliver Rome), Lyndon Smith (Natalie), Matthew Atkinson (Zach), Ray Romano (Hank Rizzoli).

## L'anello
- Titolo originale: The Ring
- Diretto da: Lawrence Trilling
- Scritto da: Justin W. Lo

### Trama
Lo staff elettorale di Bob Little fa trapelare ai media l'episodio in cui Adam tre anni prima aveva aggredito il cliente di un supermercato che aveva chiamato suo figlio ritardato. Il marito e la nipote le consigliano di rispondere allo stesso modo, rivelando il comportamento inappropriato tenuto da Bob con Amber, ma alla fine deciderà di non scendere a tale livello, pur andando incontro ad una regressione nei sondaggi. Nel frattempo, Zeek si adatta a modo suo a vivere senza la moglie Camille, mentre Sarah accetta l'invito ad una festa del suo affittuario e vicino di casa Carl. Jabbar inizia a frequentare corsi di danza classica, mentre Julia e Joel sono costretti a comunicare al figlio Victor la decisione dei suoi insegnanti di retrocederlo nella classe che aveva già frequentato l'anno precedente.
- Guest star: Matt Lauria (Ryan York), David Denman (Ed Brooks), Josh Stamberg (Carl), Jonathan Tucker (Bob Little), Jurnee Smollett-Bell (Heather Hall), Tyson Ritter (Oliver Rome), Matthew Atkinson (Zach), Kelly Wolf (signora McKindall).

## Il giorno delle elezioni
- Titolo originale: Election Day
- Diretto da: Lawrence Trilling
- Scritto da: Jason Katims

### Trama
È il giorno delle elezioni e tutta la famiglia Braverman si mobilita per provare a far crescere l'elettorato di Kristina. Tuttavia, Crosby, il quale non ha mai votato, scopre al seggio elettorale di non avere i documenti necessari per votare. Per cercare di rimediare, decide quindi di provare a far cambiare intenzioni di voto ad un uomo intenzionato a votare Bob Little, pagandolo. Durante lo spoglio, Kristina, come nei sondaggi, rimarrà a non molti voti di distanza dal suo contendente, alla fine vedendosi confermata al secondo posto. Nel frattempo, cresce la tensione tra Joel e Julia, a causa delle lunghe ore di lavoro del primo, che lo tengono sempre più lontano dalla moglie e i figli. Amber finisce con il diventare vocalista degli Ashes of Rome, ma la gioia di tale novità viene presto cancellata dal vedere Ryan prendere a pugni un membro della band, cosa che lo farà arrestare. Max ha invece occasione di incontrare la figlia di Hank, Ruby, alla quale chiede di essere il suo fidanzato.
- Guest star: Matt Lauria (Ryan York), David Denman (Ed Brooks), Jurnee Smollett-Bell (Heather Hall), Lyndon Smith (Natalie), Rose Abdoo (Gwen Chambers), Tyson Ritter (Oliver Rome), Sonya Walger (Peet), Dennis White (Mistah R.A.Y.), Matthew Atkinson (Zach), Courtney Grosbeck (Ruby Rizzoli), Helen Slayton-Hughes (Edie), Googy Gress (Doug), Ray Romano (Hank Rizzoli).

## Mancano solo gli abbracci
- Titolo originale: All That's Left is the Hugging
- Diretto da: Jessica Yu
- Scritto da: Sarah Watson

### Trama
Dopo le violente azioni di Ryan, Amber non sa come comportarsi, valutando se sia il caso di interrompere la loro relazione o continuare ad essere paziente con lui. Alla fine decide di non cambiare idea sul matrimonio, ma sarà Ryan a cambiare intenzioni. Il ragazzo, segnato dalla vita militare, si convincerà di non essere in grado di affrontare una normale vita da civile, arruolandosi nuovamente nelle forze armate. Kristina, intanto, con il supporto di Adam affronta la delusione della sconfitta elettorale. Julia e Joel provano ad evitare una crisi matrimoniale, ma lei finirà per baciarsi con Ed, il quale intanto sta divorziando dalla propria moglie. Drew prova ad adattarsi, senza successo, alla richiesta di Natalie di evitare di avere una relazione seria e monogama. I due quindi si lasciano, ma nel finale Drew riceve l'inaspettata visita dell'ex fidanzata Amy.
- Guest star: Matt Lauria (Ryan York), David Denman (Ed Brooks), Josh Stamberg (Carl), Skyler Day (Amy Ellis), Jurnee Smollett-Bell (Heather Hall), Rose Abdoo (Gwen Chambers), Lyndon Smith (Natalie), Tyson Ritter (Oliver Rome), Matthew Atkinson (Zach), Nick Krause (Berto).

## Promesse
- Titolo originale: Promises
- Diretto da: Michael Weaver
- Scritto da: David Hudgins

### Trama
Julia si confida sulla difficile situazione matrimoniale con il fratello Adam, per poi cercare a fatica di respingere i tentativi di chiarimento offerti da Ed, il quale non vuole rinunciare a lei. Durante un evento scolastico, mentre Ed tenta di parlare nuovamente con Julia, Joel, il quale non si fida più completamente della moglie, ha modo di confrontarsi con lui. Nel frattempo, Amy riallaccia i rapporti con Drew, confessandogli di essersi pentita sulle scelte che aveva fatto nell'occasione in cui si erano lasciati. Ciò susciterà le gelosie di Natalie. Sarah conosce meglio Carl, il quale si rivela una persona diversa da quella che poteva immaginare, mentre Hank, con una promessa infranta, causa una reazione rabbiosa in Max. Ciò gli dà occasione di informarsi meglio sulla sindrome di Asperger, rendendosi conto di come condivida molti aspetti caratteriali del bambino.
- Guest star: Josh Stamberg (Carl Fletcher), David Denman (Ed Brooks), Skyler Day (Amy Ellis), Lyndon Smith (Natalie), Paul Dooley (Rocky), Ray Romano (Hank Rizzoli).

## Resta ancora un po'
- Titolo originale: Stay a Little Longer
- Diretto da: Michael Weaver
- Scritto da: Julia Brownell

### Trama
Il matrimonio di Julia e Joel è ormai in piena crisi quando lei confessa al marito di essere stata baciata da Ed, finendo per incidere anche sul rendimento professionale di lui. Nel frattempo, Max perde l'amicizia dell'unico compagno di scuola che considerava anche suo amico. I genitori tentano di aiutarlo a rimediare, ma dovranno accettare che non possono risolvere sempre tutti i suoi problemi. Grazie alla frequentazione con Carl, Sarah riesce ad ottenere un incarico importante come fotografa, sottraendo il posto a Hank. Alla fine dovrà però associarsi con lui, in quanto non in possesso né delle strumentazioni né del talento necessario. Amber, confortata dal nonno, dice addio a Ryan, in procinto di partire per la base militare alla quale è stato assegnato.
- Guest star: Matt Lauria (Ryan York), Josh Stamberg (Carl Fletcher), Sonya Walger (Peet), Tyson Ritter (Oliver Rome), Hayden Byerly (Micah Watson), Ray Romano (Hank Rizzoli).

## 50 e 50
- Titolo originale: Jump Ball
- Diretto da: Ken Whittingham
- Scritto da: Jessica Goldberg

### Trama
Camille ritorna dal viaggio in Italia, ma si dimostra più entusiasta nell'esprimere l'intenzione di voler proseguire le sue esperienze culturali che nel riabbracciare il marito. Hank decide di chiedere a Adam il numero del medico che segue Max, il dottor Pelikan. Quando si reca ad un appuntamento con lui però, non riesce ad avere una risposta definitiva sull'avere o meno l'Asperger. Il medico, infatti, necessita di più di un appuntamento per poter effettuare una diagnosi, ma gli conferma che potrebbe effettivamente essere affetto dalla sindrome. Intanto, Adam e la moglie si chiedono se Max possa diventare come Hank da adulto. Se all'inizio sembra loro una prospettiva accettabile, Adam si renderà presto conto delle difficoltà che Hank affronta ogni qual volta si relaziona con altre persone. Nel frattempo, Joel continua a soffrire per il comportamento di Julia, e nel finale comunica alla moglie la decisione di voler trasferirsi.
Amber va alla ricerca del padre, mentre Amy comunica a Drew di non voler ritornare all'università alla quale era iscritta.
- Guest star: John Corbett (Seth Holt), David Walton (Will), Tom Amandes (dottor Pelikan), Skyler Day (Amy Ellis), Lyndon Smith (Natalie), Nick Krause (Berto), Ray Romano (Hank Rizzoli).

## Decisioni importanti
- Titolo originale: You've Got Mold
- Diretto da: Ken Whittingham
- Scritto da: Gina Fattore

### Trama
Kristina, aiutando una madre di una ragazza autistica, inizia a preoccuparsi su come Max potrà affrontare le scuole superiori. Comprendendo la missione impossibile del trovare una scuola adatta a Max, il quale non è in grado di frequentare una classe normale, ma allo stesso tempo non sarebbe in grado di esprimere tutto il suo potenziale in una scuola dedicata a ragazzi in difficoltà. Alla fine avrà quindi l'idea di fondare una sua scuola. Nel frattempo, Crosby e Jasmine devono trasferirsi, a causa della formazione di muffa, presso la casa di Zeek e Camille. Sarah convince Hank a realizzare il suo servizio fotografico all'aperto, al mare, mentre lui insisteva per scegliere un metodo più sicuro utilizzando lo studio al chiuso. Joel e Julia comunicano invece ai figli la decisione del primo di andare a vivere in un'altra casa.
- Guest star: Josh Stamberg (Carl Fletcher), Tina Holmes (madre di Kiara), Ray Romano (Hank Rizzoli).

## Come a casa
- Titolo originale: Just Like at Home
- Diretto da: Allison Liddi-Brown
- Scritto da: Ian Deichtman e Kristin Rusk Robinson

### Trama
Mentre Kristina e Adam si concedono un fine settimana di relax, Julia si appresta a trascorrere il suo primo week-end senza figli in casa, i quali lo trascorreranno nel nuovo appartamento del padre. Per Julia è un momento difficile, ma potrà contare, come sempre, sul supporto di tutti i suoi fratelli. Nel frattempo, Crosby viene a conoscenza del piano dei genitori di vendere la propria casa. Sarah continua ad essere corteggiata da Carl, suscitando le geleosie di Hank, il quale cerca di comportarsi con lei nel modo migliore, sfruttando anche l'aiuto del dottor Pelikan. Drew affronta invece le reali ragioni per le quali Amy si è trasferita da lui, convincendola ad aprirsi con i suoi genitori. La ragazza, ad un anno di distanza, non aveva ancora avuto occasione di parlare con qualcun altro del suo aborto.
- Guest star: Josh Stamberg (Carl Fletcher), Skyler Day (Amy Ellis), Tom Amandes (dottor Pelikan), Lyndon Smith (Natalie), Alexandra Barreto (Karen Fillman), Ray Romano (Hank Rizzoli).

## La settimana verde
- Titolo originale: The Enchanting Mr. Knight
- Diretto da: Allison Liddi-Brown
- Scritto da: Julia Brownell

### Trama
Kristina, dopo aver ricevuto risultati incoraggianti dal periodico controllo post-tumorale, inizia col marito a pianificare i dettagli per la fondazione della nuova scuola, cercando di coinvolgere nel progetto un insegnante dell'attuale scuola di Max, il signor Knight. Sarah viene invitata da Carl ad accompagnarlo in un viaggio di lavoro in Africa. Inizialmente accetta l'invito, ma dopo che Hank, su suggerimento del suo terapista, gli dice quello che lui pensa al riguardo, cambia idea. Hank, cercando di essere onesto, l'aveva fatta riflettere su come Carl possa rappresentare una distrazione nell'obiettivo che si è data per la sua vita.
Drew cerca di riallacciare i rapporti con Natalie senza successo, mentre Crosby si sente in dovere di avere una conversazione con la madre riguardo alla decisione di vendere l'abitazione dei genitori. Julia, dopo aver cercato di respingerli, cede ai tentativi di Ed di riavvicinarsi a lei.
- Guest star: Josh Stamberg (Carl Fletcher), David Denman (Ed Brooks), Lyndon Smith (Natalie), Zachary Knighton (signor Knight), Tom Amandes (dottor Pelikan), Kurt Fuller (dott. Bedsloe), Alexandra Barreto (Karen Fillman), Nick Krause (Berto), Ray Romano (Hank Rizzoli).

## Limbo
- Titolo originale: Limbo
- Diretto da: Lawrence Trilling
- Scritto da: Jessica Goldberg

### Trama
La madre di Jasmine, Renee, insiste e ottiene che il battesimo di Aida si tenga al più presto, nonostante Crosby tenti di spiegarle che potrebbe essere un periodo poco appropriato, a causa delle varie vicissitudini della famiglia Braverman. Renee si offre anche di ospitare il relativo ricevimento celebrativo, per non ostacolare i preparativi per la vendita dell'abitazione di Camille, la quale poi chiederà di ospitare una cena per riunire tutta la famiglia prima del battesimo. A tale cena non sarà presente Joel, al quale Crosby ha chiesto di non essere più il padrino, come era stato precedentemente designato insieme a Julia, venendo rimpiazzato da Adam. Joel, tuttavia, convinto da Zeek, sarà presente alla cerimonia religiosa. Intanto, Sarah vive un momento di incomprensione con Max e i suoi genitori.
- Guest star: Lyndon Smith (Natalie), Tina Lifford (Renee Trussell), Brooklyn Mclinn (Sekou Trussell), Nick Krause (Berto), Joyce Guy (pastora Jones), Ray Romano (Hank Rizzoli).

## L'offerta
- Titolo originale: The Offer
- Diretto da: Lawrence Trilling
- Scritto da: Sarah Watson

### Trama
Max decide di partecipare ad un viaggio d'istruzione scolastico per la prima volta senza l'accompagnamento di uno dei genitori; se inizialmente questi sperano possa essere una buona esperienza per il figlio, Max si ritroverà vittima degli scherzi dei compagni e dopo una crisi dovrà essere raggiunto da loro. Sarah completa il servizio fotografico al quale stava lavorando, vivendo poi l'attesa di conoscere il responso del committente con Hank, il quale avrà l'occasione di chiederle di essere meno ambigua nei suoi confronti. Drew soffre ancora l'aver visto Natalie andare a letto con il suo compagno di stanza, mentre tra Joel e Julia si creano nuovi attriti. Zeek e Camille ricevono una prima offerta per la loro abitazione, dopo un primo rifiuto viene loro offerta una cifra superiore a quella che speravano di ottenere.
- Guest star: Lyndon Smith (Natalie), Zachary Knighton (signor Knight), Alexandra Barreto (Karen Fillman), Ray Romano (Hank Rizzoli).

## Avviso di frode
- Titolo originale: Fraud Alert
- Diretto da: Bethany Rooney
- Scritto da: Jason Katims

### Trama
Dopo l'incidente nel viaggio scolastico, Max è determinato a non voler più ritornare presso la sua scuola. Poiché mancano poche settimane al termine delle lezioni, gli insegnanti non vogliono forzare il bambino, provocando risentimento nei genitori. Adam, per tirargli su il morale, ha l'idea di portarlo a fare surf, riuscendo nell'intento. Nel frattempo, Sarah ha occasione di rincontrare Mark, che gli comunica di stare per sposarsi, mentre Amber aiuta Drew a fare da babysitter a Sydney e Victor. Insieme riusciranno a risollevare l'umore dei due bambini data la situazione che stanno passando. Crosby accompagna il padre ad un viaggio alla ricerca di un pezzo per la macchina che sta restaurando, il viaggio lo farà ragionare e deciderà infine di accettare l'offerta per la casa. Joel e Julia sembrano sempre più distanti l'uno dall'altra. Quando hanno occasione di incontrarsi Joel le confesserà che al momento non vuole cercare di tornare insieme.
- Guest star: Jason Ritter (Mark Cyr), David Denman (Ed Brooks), Zachary Knighton (signor Knight), Sonya Walger (Peet), Tom Amandes (dottor Pelikan), Barry Corbin (Ernie), Ray Romano (Hank Rizzoli).
- Nota: l'episodio venne trasmesso su Mya il 23 giugno 2014, in versione originale sottotitolata, a causa dello sciopero dei doppiatori.

## Una nuova scuola
- Titolo originale: Cold Feet
- Diretto da: Michael Weaver
- Scritto da: David Hudgins

### Trama
Mentre Adam e Crosby organizzano una costosa festa per la pubblicazione del loro primo disco, gli Ashes of Rome ricevono un'offerta di collaborazione da una nota boy-band, che vorrebbe dire un cospicuo aumento delle possibilità di successo del disco. Se Oliver Rome in un primo tempo è incline a rifiutare, dopo aver incontrato il gruppo e le pressioni di Adam e Crosby, accetta. Julia, intanto, aiuta Adam e Kristina a presentare formale richiesta per l'autorizzazione ad aprire una nuova scuola, che vedrà come preside il signor Knight. Dopo aver ottenuto l'autorizzazione, Julia, ormai rassegnata alla fine del proprio matrimonio, decide di iniziare ad avere nuove relazioni, finendo con l'andare a letto con il signor Knight. Zeek e Camille, invece, formalizzano la vendita della propria casa e si preparano al trasloco.
- Guest star: Lyndon Smith (Natalie), David Denman (Ed Brooks), Tom Amandes (dottor Pelikan), Zachary Knighton (signor Knight), Tyson Ritter (Oliver Rome), Matthew Atkinson (Zach), Roshon Fegan (Chad Love), Nick Krause (Berto), Alexandra Barreto (Karen Fillman), Ray Romano (Hank Rizzoli).

## Sono ancora qui
- Titolo originale: I'm Still Here
- Diretto da: Scott Schaeffer
- Scritto da: Ian Deichtman e Kristin Rusk Robinson

### Trama
Mentre Adam e Kristina sono impegnati nel trovare quella che sarà la sede della loro scuola, lei riceve brutte notizie dalla sorella di Gwen Chambers: la donna con cui aveva stretto amicizia durante la sua lotta al cancro è ormai in fin di vita. A lei Kristina deciderà quindi di intitolare la scuola. Nel frattempo, Julia ha l'occasione di chiarire con il signor Knight che la loro notte di passione non si ripeterà. Joel aiuta Crosby a sistemare il pavimento della sua abitazione, avendo così occasione di riavvicinarsi ai Braverman e alla fine anche alla moglie. Hank accompagna Amber fuori città, presso l'ospedale al quale Ryan è stato appena ricoverato dopo un incidente. Drew si chiarisce con Natalie e i due decideranno di provare ad essere fidanzati.
- Guest star: Matt Lauria (Ryan York), Lyndon Smith (Natalie), Zachary Knighton (Evan Knight), Sonya Walger (Peet), Jonathan Tucker (Bob Little), Rose Abdoo (Gwen Chambers), Ray Romano (Hank Rizzoli).

## Un premio inaspettato
- Titolo originale: The Pontiac
- Diretto da: Lawrence Trilling
- Scritto da: Jason Katims

### Trama
Amber apprende presto che Ryan è fuori pericolo; nell'occasione fa la conoscenza di sua madre e scopre che il ragazzo è stato licenziato dall'esercito e farà ritorno nella sua città natale in Wyoming. Haddie ritorna a casa per le vecanze accompagnata dall'amica Lauren, che si rivelerà essere la sua compagna omosessuale. Haddie inizialmente aveva cercato di tenere la cosa nascosta ai genitori, ma la natura della loro relazione diventa presto evidente; entrambi dimostreranno di supportarla. Adam e Crosby aiutano i genitori a completare il trasloco, mentre Zeek regala a Drew la vecchia Pontiac che stava ristrutturando. Sarah decide di provare a ricominciare una relazione sentimentale con Hank.
- Guest star: Sarah Ramos (Haddie Braverman), Matt Lauria (Ryan York), Lyndon Smith (Natalie), Annabeth Gish (madre di Ryan), Tavi Gevinson (Lauren), Kelly Wolf (signora McKindall), Ray Romano (Hank Rizzoli).